# D1 (kolej)

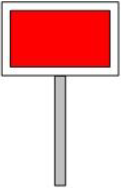
Tarcza zatrzymania D 1

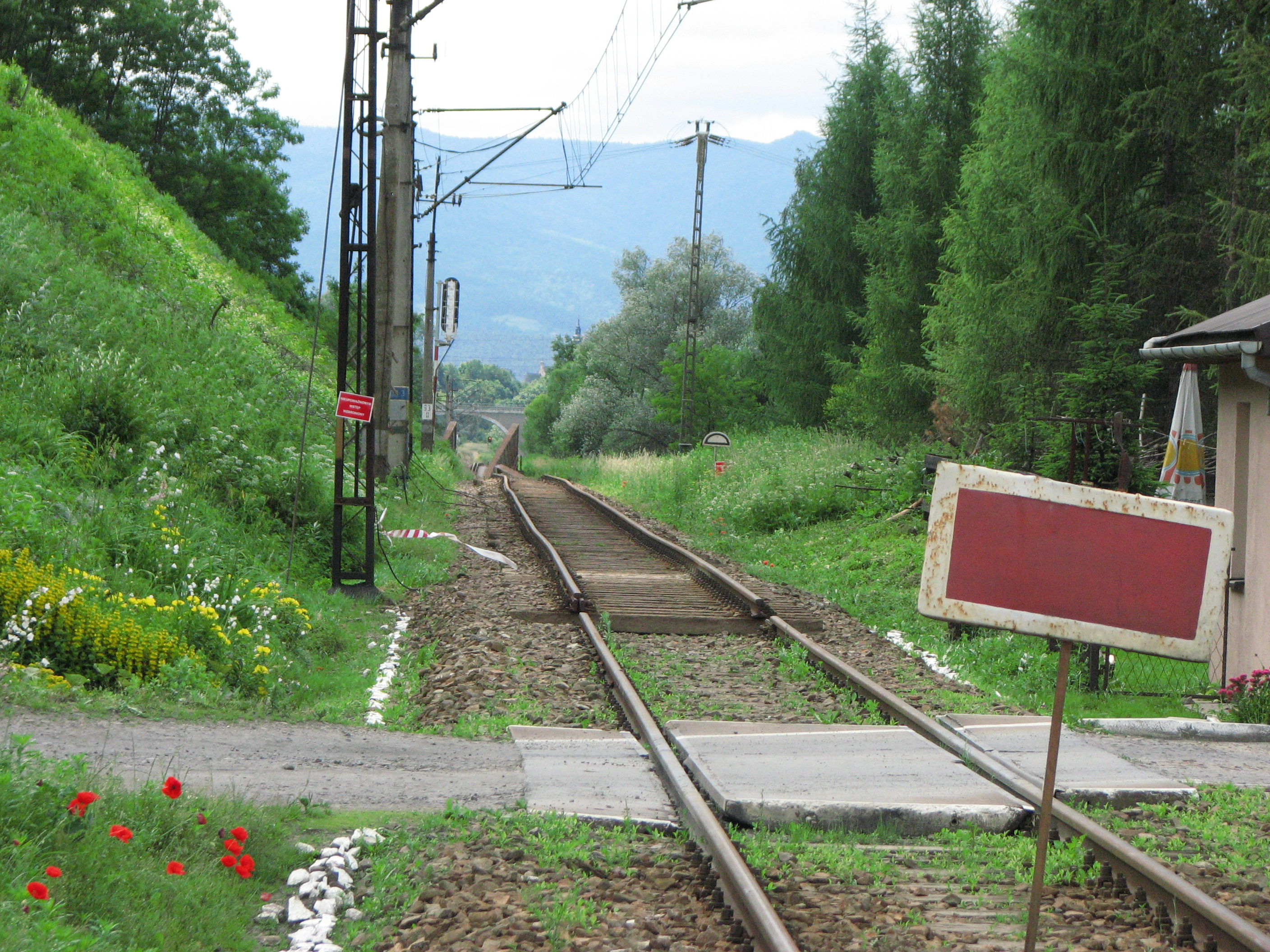
Tarcza D1 na linii kolejowej nr 96. Widok z przystanku Nowy Sącz – Biegonice w stronę zniszczonego mostu

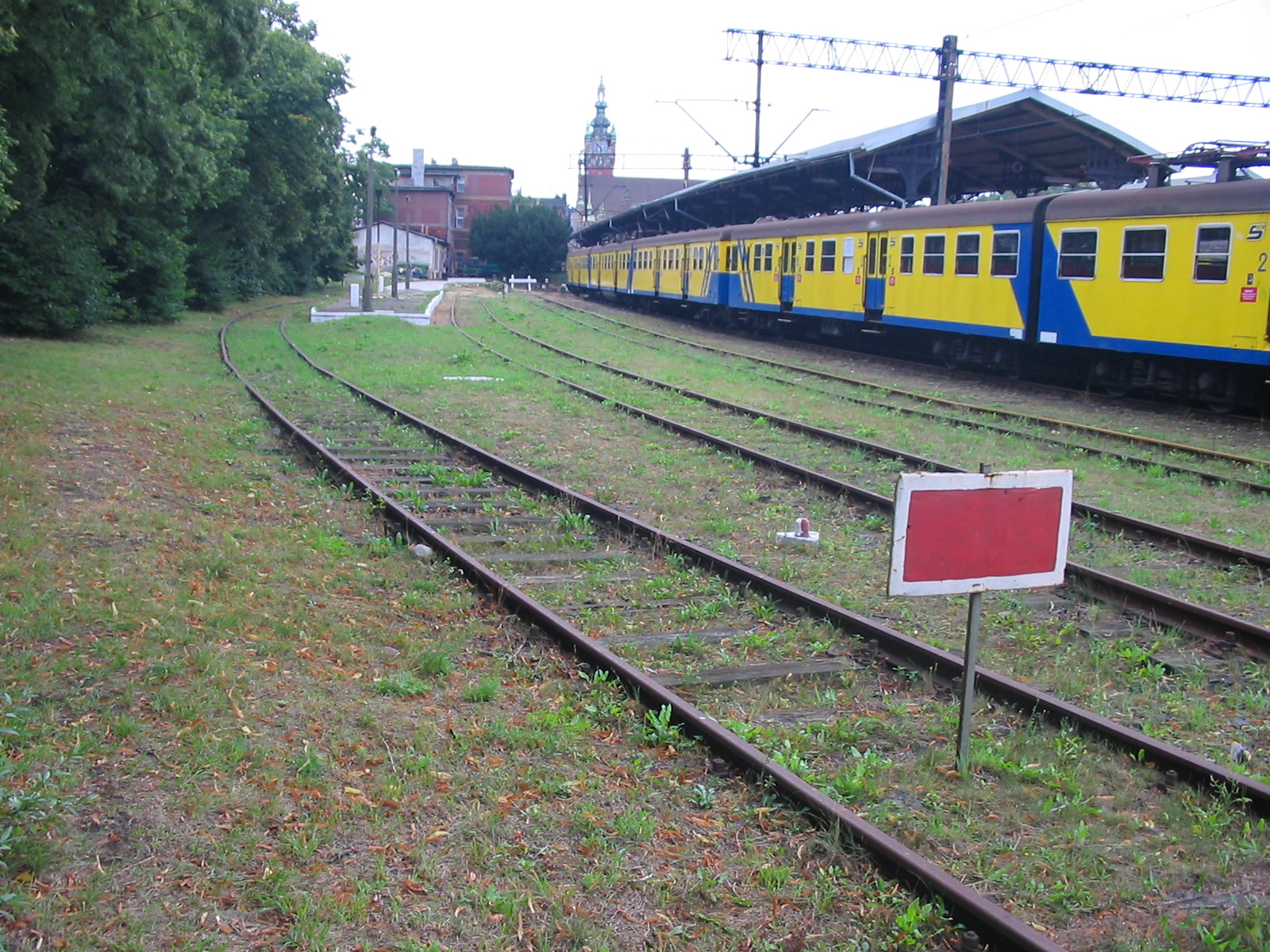
Tarcza D1 na stacji kolejowej Gdańsk Główny SKM

D 1 Stój – przenośna tarcza zamknięcia toru nakazująca zatrzymanie się pociągu przed miejscem jej ustawienia. W odległości drogi hamowania + 200 m jest poprzedzona przenośną tarczą ostrzegawczą DO.
Tarcza D 1 jest najczęściej stosowana w razie awarii sygnalizatorów lub semaforów, w przypadku zamknięcia toru lub bocznicy, w przypadku jego remontów, lub w razie tymczasowego zawieszenia eksploatacji toru z powodu złego stanu technicznego.
Nocą nad tarczą D 1 zaświeca się czerwoną latarnię sygnałową, chyba że tarcza jest wykonana z elementów odblaskowych.